# Трухін Федір Іванович
Трухін Федір Іванович (29 лютого 1896, Кострома, Російська імперія — 1 серпня 1946, Москва, СРСР) — російський колабораціоніст під час Другої світової війни. Один з організаторів РОА, начальник штабу збройних сил Комітету визволення народів Росії. Генерал-майор РСЧА (1940; позбавлений звання).

## Біографія
Народився в дворянській сім'ї. Батько був штабс-капітаном у відставці. Закінчив 2-гу Костромську гімназію, потім навчався на юридичному факультеті Московського університету. Із 1916 року служив у Російській імператорській армії, учасник Першої світової війни, дослужився до прапорщика.
Із 1918 року служив у Червоній армії. Учасник Громадянської війни в Росії, радянсько-української війни, радянсько-польської війни. Командував ротою, батальйоном, полком. Був нагороджений орденом Червоного Прапора. 
Після війни закінчив Військову академію РСЧА (1925). Потім служив начальником штабу дивізії, начальником штабу корпусу, викладав у Академії Генерального штабу. У Червоній армії мав звання полковника (1935), комбрига (1939), генерал-майора (1940). 
Із січня 1941 року — начальник оперативного відділу штабу Прибалтійського особливого військового округу. 
Із початком німецько-радянської війни 22 червня 1941 року був призначений заступником начальника штабу Північно-Західного фронту. 

### Колабораціонізм
29 червня 1941 року пораненим потрапив в німецький полон в Литві. Активно співпрацював з нацистами. Запропонував створити армію з радянських військовополонених, яка б воювала на боці вермахту. Вербував своїх прихильників у таборах для військовополонених. У вересні 1942 року офіційно був звільнений з полону, зайнявся навчанням пропагандистських кадрів. Із жовтня 1942 року — член Національно-трудового союзу нового покоління. Із лютого 1943 року працював з генералом Власовим. Із серпня 1943 року — начальник школи РОА в Дабендорфі, із жовтня 1944 року — начальник штабу збройних сил Комітету визволення народів Росії (КОНР), член Президії КОНР.
8 травня 1945 року заарештований чеськими партизанами і переданий Червоній армії.

### Суд і страта
В СРСР Трухін разом з іншими колишніми керівниками РОА і КОНР був підданий суду. 1 серпня 1946 року він був засуджений до смертної кари і повішений у дворі Бутирської в'язниці.